# Старомілове
Старомілове (рос. Старомеловое) — село в Горшеченському районі Курської області Російської Федерації.
Населення становить 367 осіб. Входить до складу муніципального утворення Новомеловська сільрада.

## Історія
Населений пункт розташований на території українського етнічного та культурного краю Східна Слобожанщина.
Від 2004 року входить до складу муніципального утворення Новомеловська сільрада.

## Населення
| 2002 | 2010 |
| ---- | ---- |
| 491  | ↘367 |